# 1. Klasse Ostpreußen 1942/43
Die 1. Klasse Ostpreußen 1942/43 war die zehnte Spielzeit der zweitklassigen 1. Klasse Ostpreußen im Sportgau Ostpreußen. Am 1. September 1942 wurde der Gau Ostpreußen in 53 Kreise eingeteilt, für die Rundenspiele im Fußball wurden die Kreise zu acht Kreisgruppen zusammengefasst. Die Sieger der einzelnen Kreisgruppen qualifizierten sich für die Aufstiegsrunde zur Gauliga Ostpreußen 1943/44. In dieser setzten sich der SV Allenstein und die SpVgg Memel durch, Memel verzichtete jedoch auf den Aufstieg in die erstklassige Gauliga.

## Kreisgruppe A Königsberg
| Pl. | Verein                                 | Sp. | S | U | N  | Tore    | Quote | Punkte |
| --- | -------------------------------------- | --- | - | - | -- | ------- | ----- | ------ |
| 1.  | LSV Pillau (N)                         | 12  | 8 | 2 | 2  | 050:220 | 2,27  | 18:60  |
| 2.  | SV Contienen Königsberg a              | 12  | 7 | 3 | 2  | 042:220 | 1,91  | 17:70  |
| 3.  | VfL Preußisch Eylau (N)                | 12  | 7 | 1 | 4  | 043:310 | 1,39  | 15:90  |
| 4.  | SV Rasensport-Preußen Königsberg       | 12  | 5 | 2 | 5  | 056:300 | 1,87  | 12:12  |
| 5.  | VfL Labiau (N)                         | 12  | 6 | 0 | 6  | 033:450 | 0,73  | 12:12  |
| 6.  | Concordia Königsberg                   | 12  | 4 | 2 | 6  | 023:410 | 0,56  | 10:14  |
| 7.  | SV Wacker Königsberg                   | 12  | 0 | 0 | 12 | 013:590 | 0,22  | 0:24   |
| 8.  | VfB Königsberg II b (N)                | 0   | 0 | 0 | 0  | 000:000 | 1,00  | 0:0    |
| 9.  | SpVgg ASCO Königsberg c                | 0   | 0 | 0 | 0  | 000:000 | 1,00  | 0:0    |
| 10. | SV Prussia-Samland Königsberg II b (N) | 0   | 0 | 0 | 0  | 000:000 | 1,00  | 0:0    |

| (N) | Aufsteiger aus den 2. Klassen / Neuling |

## Kreisgruppe B Tilsit
In der Kreisgruppe Tilsit wurde keine Meisterschaft durchgeführt. Die SG Tilsit nahm an der Aufstiegsrunde teil.

## Kreisgruppe C Gumbinnen
In der Kreisgruppe Gumbinnen wurde keine Meisterschaft durchgeführt. Der FC Preußen Gumbinnen nahm an der Aufstiegsrunde teil.

## Kreisgruppe D Lyck
In der Kreisgruppe Lyck wurde keine Meisterschaft durchgeführt. Die Reichsbahn SG Lyck nahm an der Aufstiegsrunde teil.

## Kreisgruppe E Allenstein
In der Kreisgruppe Allenstein begann die Meisterschaft mit der Reichsbahn SG Allenstein, dem HSV Hindenburg Ortelsburg, dem SV Allenstein und dem VfL Mohrungen. Die Spielrunde wurde von der Sportgauführung jedoch für ungültig erklärt und wurde neu angesetzt. Ob ein Spielbetrieb in der neu angesetzten Runde stattfand, ist nicht bekannt. Der SV Allenstein nahm an der Aufstiegsrunde teil.

## Kreisgruppe F Zichenau
In der Kreisgruppe Zichenau wurde vermutlich keine Meisterschaft durchgeführt. Der SV Ostland Zichenau nahm an der Aufstiegsrunde teil.

## Kreisgruppe G Memel
| Pl. | Verein          | Sp. | S | U | N | Tore    | Quote | Punkte |
| --- | --------------- | --- | - | - | - | ------- | ----- | ------ |
| 1.  | SpVgg Memel     | 3   | 1 | 1 | 1 | 013:100 | 1,30  | 03:30  |
| 2.  | Freya-VfR Memel | 3   | 1 | 1 | 1 | 012:120 | 1,00  | 03:30  |
| 3.  | SC Memel        | 2   | 1 | 0 | 1 | 007:100 | 0,70  | 02:20  |

## Kreisgruppe H Bialystok
In der Kreisgruppe Bialystok war in dieser Spielzeit noch kein Spielbetrieb organisiert.